# Classique Xavier Tondo
La Classique Xavier Tondo (en catalan : Clàssica Xavier Tondo) est une course cycliste espagnole disputée autour de la localité de Valls, en Catalogne. Créée en 2016, elle rend hommage à l'ancien coureur cycliste professionnel Xavier Tondo, mort en 2011 dans un accident domestique.
De 2016 à 2018, cette épreuve fait partie de la Coupe d'Espagne amateurs. Elle est ensuite rétrogradée dans le calendrier régional catalan à partir de 2019, en raison de problèmes budgétaires.

## Palmarès
| Année     | Vainqueur           | Deuxième              | Troisième          |
| --------- | ------------------- | --------------------- | ------------------ |
| 2016      | Antonio Angulo      | Alejandro Iglesias    | Fernando Barceló   |
| 2017      | Alexander Grigoriev | Arnau Solé            | Christofer Jurado  |
| 2018      | Dzmitry Zhyhunou    | Xavier Cañellas       | Antonio Jesús Soto |
| 2019      | Nicolas Godin       | Guillem Muñoz         | Diederik Deelen    |
| 2020-2021 | pas de course       | pas de course         | pas de course      |
| 2022      | David Gómez Cazorla | Egor Igoshev          | Alex Ulloa Alba    |
| 2023      | Jorge Gálvez López  | Ferran Robert Terrans | Viacheslav Ivanov  |